# La Chapelle (metrostation)
La Chapelle is een station van de metro in Parijs langs metrolijn 2 in het 10e en 18e arrondissement. Het station ligt op het kruispunt van de Boulevard de la Chapelle en de rue de la Chapelle, en is via een lange tunnel verbonden met het RER station Gare du Nord.

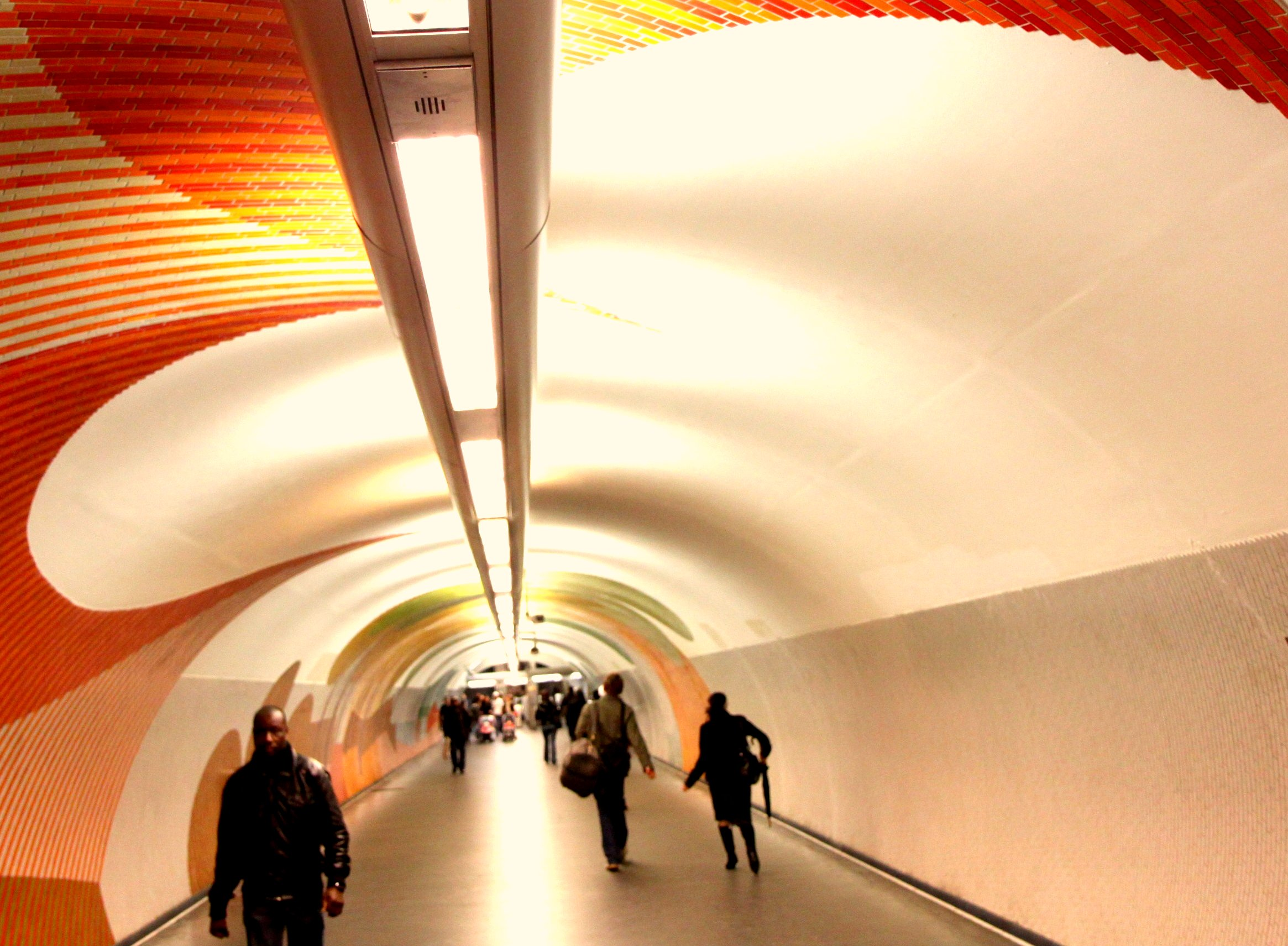
Tunnel van Gare la Chapelle naar Gare du Nord

Porte Dauphine · 
Victor Hugo · 
Charles de Gaulle - Étoile · 
Ternes · 
Courcelles · 
Monceau · 
Villiers · 
Rome · 
Place de Clichy · 
Blanche · 
Pigalle · 
Anvers · 
Barbès - Rochechouart · 
La Chapelle · 
Stalingrad · 
Jaurès · 
Colonel Fabien · 
Belleville · 
Couronnes · 
Ménilmontant · 
Père Lachaise · 
Philippe Auguste · 
Alexandre Dumas · 
Avron · 
Nation